# Repertorium Plantarum Succulentarum
Repertorium Plantarum Succulentarum (abreviado Repert. Pl. Succ.) es una revista con ilustraciones y descripciones botánicas que es editada en Leeds. Se publica desde el año 1950 con el nombre de Repertorium Plantarum Succulentarum. [British section of the International Organization for Succulent Plant Study]. Desde el número 7+ (por el año 1956+) está incluida en Regnum Vegetabile.